# Pàtera ibera de Perotito
La pàtera ibera de Perotito, també anomenada pàtera de Santiesteban, és una pàtera de plata elaborada pels ibers, que data d'entre els anys 1000 aC - 1 aC; la troballa es va produir en una finca coneguda com a «Perotito», situada a Santisteban del Puerto, municipi de la província de Jaén, Andalusia, situat a la comarca d'El Condado de Jaén. La peça s'exposa de forma permanent al Museu Arqueològic Nacional a Madrid, amb el número d'inventari 1917/39/1.

## Simbologia
Es tracta d'una pàtera, plat de poc fons que s'usava en cerimònies i ritus religiosos de l'antiguitat, com la libació, i pel que fa a la iconografia reuneix elements hel·lenístics i ibers.

## Descripció
Aquesta pàtera forma part d'un conjunt de diversos recipients. Està realitzada a partir d'una làmina de plata martellejada des de la part del revers per aconseguir la decoració; és possible que l'artesà que la va fabricar tingués un model d'una peça importada.
El medalló central representa un cap de llop amb la boca oberta devorant un cap humà envoltat per serps: aquest tema té paral·lels amb peces de Tivissa i Màquiz i són d'influència ibera. Al voltant té dos frisos, un amb escenes de caça i amb una separació realitzada amb una orla de punts, l'altre fris presenta una processó de centaures, portant instruments musicals, distribuïts en nou parts: aquesta decoració té influència hel·lenística. El fílum que voreja la pàtera i alguns ressalts en les figures són daurats.

## Característiques
- Forma: pàtera.
- Material: plata.
- Context/estil: edat del ferro II, Ibèria.
- Tècnica: repussat i gravat.[1]
- Iconografia: escena de caça, llop, centaure.
- Alçada: 2,8 centímetres.
- Diàmetre: 17,2 centímetres.
- Pes: 194,74 grams.

## Vegeu també

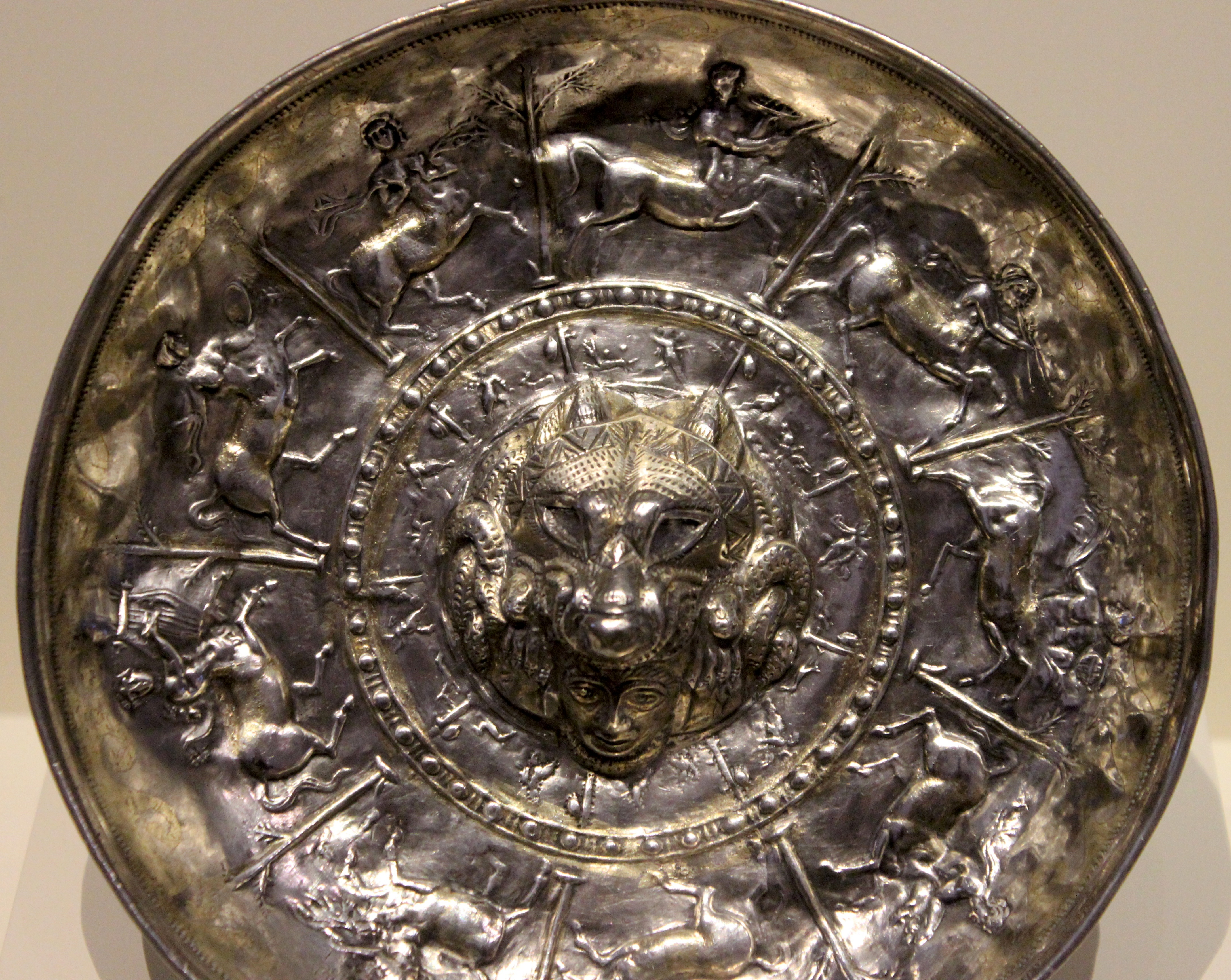
Detall de la pàtera ibera de Perotito